# Маккеффри, Билли
Билли Маккеффри (англ. Billy McCaffrey; родился 30 мая 1971, Аллентаун, Пенсильвания, США) — американский профессиональный баскетболист и тренер.

## Биография

### Ранние годы
Билли Маккеффри родился в городе Аллентаун (штат Пенсильвания), учился в центральной католической школе Аллентауна, в которой играл за местную баскетбольную команду. В 1989 году он принимал участие в игре McDonald’s All-American, в которой принимают участие лучшие выпускники школ США и Канады.

### Студенческая карьера
После окончания школы Маккеффри поступил в Университет Дьюка, где в течение двух лет выступал за команду «Дьюк Блю Девилз», в которой играл вместе с Бобби Харли, Кристианом Леттнером и Грантом Хиллом. «Блю Девилз» все два года выходили в финал студенческого чемпионата США, а в 1991 году стали чемпионами Национальной ассоциации студенческого спорта (NCAA), Маккеффри же в финальной игре против «Канзас Джейхокс» (72—65) набрал 16 очков. В 1993 году окончил Университет Вандербильта, где в течение двух лет выступал за команду «Вандербильт Комодорс», набирая по 20,6 очка в среднем за игру, в том же 1993 году помог выиграть своей команде регулярный чемпионат Юго-Восточной конференции после чего она дошла до 1/8 финала турнира NCAA. Играл на позиции атакующего защитника. В 1993 году признавался баскетболистом года среди студентов конференции Southeastern, а также включался во 2-ю всеамериканскую сборную NCAA.

### Карьера игрока
После окончания университета Вандербильта Маккеффри отыграл пять сезонов на профессиональном уровне в различных баскетбольных клубах Италии, Германии и Австралии. В 1996 году он выступал за команду «Саут Ист Мельбурн Мэджик», выступавшую в Национальной баскетбольной лиге Австралазии.

### Тренерская карьера
После завершения профессиональной карьеры игрока Билли Маккеффри работал на должности помощника главного тренера студенческой команды «Сент Бонавентура Боннис» (2001—2003), где присоединился к тренерскому штабу, возглавляемому Жаном ван Бреда Коллфом. Затем непродолжительное время исполнял обязанности главного тренера этой команды (2003), но она под его руководством не провела ни одного официального матча. Затем Маккеффри устроился на должность ассистента главного тренера в студенческую команду «Мэн Блэк Бирс», на которой проработал всего один сезон (2003—2004).
Старший брат Билли, Эд Маккеффри, бывшая звезда американского футбола, вайд-ресивер команд «Нью-Йорк Джайнтс», «Сан-Франциско Фоти Найнерс» и «Денвер Бронкос». С двумя последними клубами выиграл 3 Супербоула (1994, 1997 и 1998). Он также был выдающимся спортсменом Центральной католической школы Аллентауна и Стэнфордского университета.